# 配当控除
配当控除（はいとうこうじょ）は、国内法人から受ける配当や証券投資信託の収益の分配などの配当所得がある場合に、一定の税額控除を認める所得税及び個人住民税の制度をいう。

## 概要
配当は、法人が法人税等を納付した後の純利益を分配するものだが、課税後の利益に対し、出資者にさらに所得税を課すと二重課税になるため、それを調整するために設けられた制度である。
確定申告で対象となる配当所得を、総合課税として申告することが条件である（申告分離課税は不可）。配当所得を総合課税として申告すると、算出された配当控除額が税額控除される。(日本国内の配当であって、J-REIT、インフラファンドを除く。)なお、配当について既に源泉徴収された所得税（特別徴収された配当割を含む）について納付すべき税額の計算上控除される。
配当所得を申告すると、総合課税・申告分離課税の選択に関わらず、確定申告の際に配当所得を申告しないことを選択した場合とは異なり合計所得金額に算入されるため、扶養控除や配偶者控除の対象外となったり、国民健康保険料の金額に影響する場合があるため注意が必要である。

## 控除額
所得税・住民税の配当控除額は、次の算式で計算される。（配当控除後の税率については配当所得を参照）
- 課税総所得金額等が1,000万円以下の場合

　配当所得（1,000万円迄の部分）　×　控除率
- 課税総所得金額等が1,000万円超の場合

　配当所得（1,000万円迄の部分）　×　控除率　＋　配当所得（1,000万円超の部分）　×　控除率
| 配当所得の種類                                                       | 課税総所得金額等の内 1,000万円迄の部分 | 課税総所得金額等の内 1,000万円迄の部分 | 課税総所得金額等の内 1,000万円超の部分 | 課税総所得金額等の内 1,000万円超の部分 |
| 配当所得の種類                                                       | 所得税                                 | 住民税                                 | 所得税                                 | 住民税                                 |
| -------------------------------------------------------------------- | -------------------------------------- | -------------------------------------- | -------------------------------------- | -------------------------------------- |
| 剰余金の配当等、特定株式投資信託の収益の分配                         | 10％                                   | 2.8％                                  | 5％                                    | 1.4％.                                 |
| 特定証券投資信託の収益の分配                                         | 5％                                    | 1.4％                                  | 2.5％                                  | 0.7％                                  |
| 外貨建等証券投資信託の収益の分配                                     | 2.5％                                  | 0.7％.                                 | 1.25％                                 | 0.35％                                 |
| 外国法人の配当等、基金利息、私募公社債等運用投資信託の収益の分配など | 0％                                    | 0％                                    | 0％                                    | 0％                                    |

※ 課税総所得金額等は、課税総所得金額、土地等に係る課税事業所得等の金額、課税譲渡所得の金額（短期及び長期）、上場株式等に係る課税配当所得の金額、株式等に係る課税譲渡所得等の金額、先物取引に係る課税雑所得等の金額の合計額をいう。